# NGC 1491
NGC 1491 је емисиона маглина у сазвежђу Персеј која се налази на NGC листи објеката дубоког неба.
Деклинација објекта је + 51° 18' 58" а ректасцензија 4h 3m 13,5s. Привидна величина (магнитуда) објекта NGC 1491 износи 12,4. NGC 1491 је још познат и под ознакама LBN 704.